# IC 3073
IC 3073 — галактика типу Irr (іррегулярна галактика) у сузір'ї Волосся Вероніки.
Цей об'єкт міститься в оригінальній редакції індексного каталогу.